# Le Chillou
Le Chillou település Franciaországban, Deux-Sèvres megyében. Lakosainak száma 164 fő (2022. január 1.). Le Chillou Assais-les-Jumeaux, Pressigny és Saint-Loup-Lamairé községekkel határos.

## Népesség
A település népességének változása:
| Lakosok száma | 179  | 173  | 171  | 167  | 163  | 160  | 161  | 163  | 164  |
|               | 2013 | 2015 | 2016 | 2017 | 2018 | 2019 | 2020 | 2021 | 2022 |